# قائمة لغات البرمجة وفق النوع
هذه قائمة بلغات البرمجة المعروفة، مصنفة حسب النوع.

## لغات مفسرة
- جافا سكريبت
- لوا
- بيرل
- بي إتش بي
- روبي

## لغات وظيفية
- هاسكل